# Protoplanet

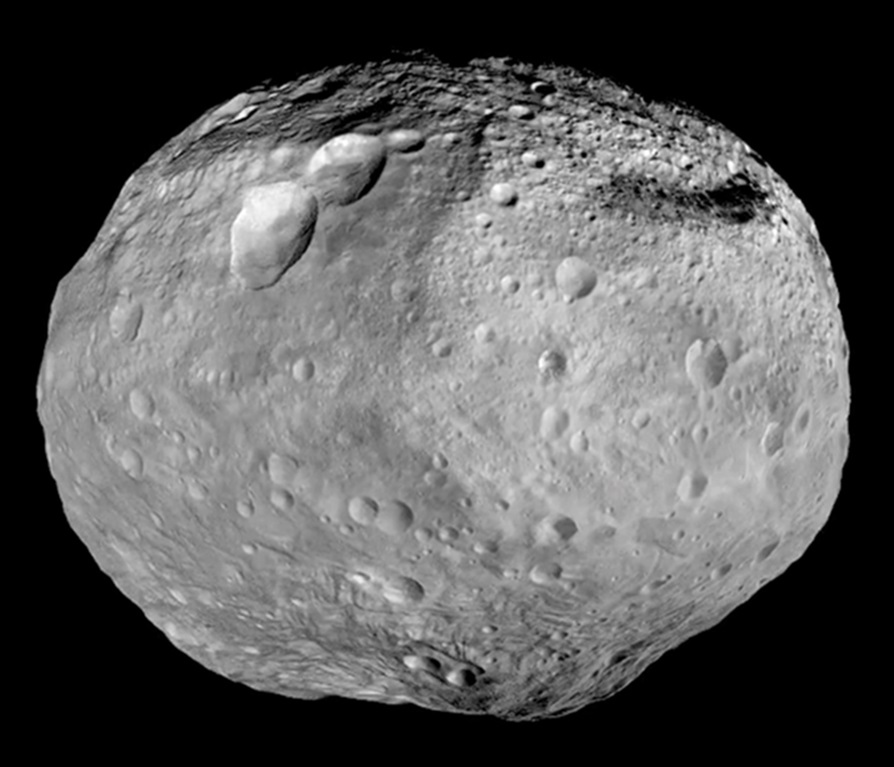
Một protoplanet còn sống sót, Vesta.

Protoplanet là một phôi hành tinh lớn có nguồn gốc từ một đĩa tiền hành tinh và đã trải qua quá trình nóng chảy bên trong để tạo ra nội thất khác biệt. Các hành tinh được cho là hình thành từ các hành tinh có kích thước đo bằng km, hấp dẫn các quỹ đạo của nhau và va chạm vào nhau, dần dần hợp lại thành các hành tinh thống trị.
Trong trường hợp của Hệ mặt trời, người ta cho rằng sự va chạm của các hành tinh đã tạo ra vài trăm phôi hành tinh. Những phôi như vậy tương tự như Ceres và Sao Diêm Vương với khối lượng khoảng 1022 đến 1023  kg và đường kính vài nghìn km. Trải qua hàng trăm triệu năm, chúng va chạm với nhau. Trình tự chính xác theo đó phôi thai hành tinh va chạm để lắp ráp các hành tinh không được biết, nhưng người ta cho rằng các va chạm ban đầu sẽ thay thế "thế hệ" phôi đầu tiên bằng thế hệ thứ hai bao gồm ít phôi hơn nhưng lớn hơn. Đến lượt chúng sẽ va chạm để tạo ra một thế hệ phôi thứ ba ít hơn nhưng thậm chí lớn hơn. Cuối cùng, chỉ còn lại một số phôi, va chạm để hoàn thành việc lắp ráp các hành tinh thích hợp.
Các protoplanet sớm có nhiều nguyên tố phóng xạ hơn, số lượng đã bị giảm theo thời gian do sự phân rã phóng xạ. Sự nóng lên do phóng xạ, tác động và áp lực hấp dẫn làm tan chảy các thành phần của các hành tinh khi chúng lớn lên thành các hành tinh. Trong các vùng nóng chảy, các phần tử nặng hơn của chúng chìm xuống trung tâm, trong khi các phần tử nhẹ hơn nổi lên trên bề mặt. Quá trình như vậy được gọi là sự khác biệt hành tinh. Thành phần của một số thiên thạch cho thấy sự phân hóa đã diễn ra ở một số tiểu hành tinh.
Theo giả thuyết tác động khổng lồ, Mặt trăng hình thành từ một tác động khổng lồ của một hành tinh giả định có tên Theia với Trái Đất, vào thời kỳ đầu của lịch sử của Hệ Mặt trời.
Trong Hệ mặt trời bên trong, ba hành tinh để tồn tại ít nhiều còn nguyên vẹn là các tiểu hành tinh Ceres, Pallas và Vesta. Psyche có khả năng là hành tinh sống sót sau một cuộc tấn công dữ dội và chạy trốn với một vật thể khác lột lớp vỏ đá bên ngoài của một protoplanet. Metis tiểu hành tinh cũng có thể có lịch sử nguồn gốc tương tự Psyche. Tiểu hành tinh Lutetia cũng có những đặc điểm giống với một protoplanet. Các hành tinh lùn trong vành đai Kuiper cũng được gọi là các hành tinh. Vì các thiên thạch sắt đã được tìm thấy trên Trái Đất, nên có vẻ như đã từng có những hành tinh được bảo vệ bằng kim loại khác trong vành đai tiểu hành tinh đã bị phá vỡ và đó là nguồn gốc của những thiên thạch này.
Vào tháng 2 năm 2013, các nhà thiên văn học đã thực hiện các quan sát trực tiếp đầu tiên về một hành tinh hình thành trong một đĩa khí và bụi xung quanh một ngôi sao xa xôi.